# 5894 Telc
5894 Telc este o planetă minoră (asteroid), cu un diametru de 5,866 km, din centura de asteroizi. A fost descoperită pe 14 septembrie 1982 la Observatorul Kleť de Antonín Mrkos și a fost numită după Telč. 
Obiectul prezintă o orbită caracterizată de o semiaxă mare de 2,1892082 UAi, o excentricitate de 0,09, o înclinație de 5,17143 ° în raport cu ecliptica.